# Список населённых пунктов Красногородского района

## Городские населённые пункты
- Посёлок городского типа (рабочий посёлок) Красногородск —  5200 человек (XII. 2000 г.)[1], 4694 человек (X. 2002 г.), 3870 человек (X. 2010 г.)[2], 3734 человека (I. 2013 г.)[3] —  городское поселение «Красногородск».

## Сельские населённые пункты
Ниже представлен сортируемый (по столбцам) список сельских населённых пунктов Красногородского района Псковской области, распределённых по муниципальным образованиям (сельским поселениям— волостям) с оценками численности населения сельских населённых пунктов на конец 2000 года и по переписи населения 2002 года.
| #   | #   | деревня           | 2000 г., чел. | 2002 г., чел. | волость                 | бывшая волость (1995-2010) | бывшая волость (2011-2015) |
| --- | --- | ----------------- | ------------- | ------------- | ----------------------- | -------------------------- | -------------------------- |
| 1   | 1   | Авдоши            | 7             | 6             | Красногородская волость | Ильинская волость          | Партизанская волость       |
| 2   | 2   | Агафоново         | 8             | 6             | Красногородская волость | Красногородская волость    | Красногородская волость    |
| 3   | 3   | Алексино          | 4             | 9             | Красногородская волость | Красногородская волость    | Красногородская волость    |
| 4   | 4   | Артамоны          | 7             | 3             | Красногородская волость | Красногородская волость    | Красногородская волость    |
| 5   | 5   | Асипихино         | 20            | 21            | Красногородская волость | Красногородская волость    | Красногородская волость    |
| 6   | 6   | Астахново         | 8             | 4             | Красногородская волость | Ильинская волость          | Партизанская волость       |
| 7   | 7   | Астицы            | 4             | 4             | Красногородская волость | Красногородская волость    | Красногородская волость    |
| 8   | 8   | Бабинкино         | 25            | 9             | Красногородская волость | Ильинская волость          | Партизанская волость       |
| 9   | 9   | Бараново          | 0             | 0             | Красногородская волость | Ильинская волость          | Партизанская волость       |
| 10  | 10  | Барашкино         | 2             | 5             | Красногородская волость | Красногородская волость    | Красногородская волость    |
| 11  | 11  | Барбашино         | 0             | 0             | Красногородская волость | Граинская волость          | Красногородская волость    |
| 12  | 12  | Батутино          | 0             | 0             | Красногородская волость | Красногородская волость    | Красногородская волость    |
| 13  | 13  | Бельково          | 8             | 7             | Красногородская волость | Граинская волость          | Красногородская волость    |
| 14  | 14  | Беляи             | 4             | 4             | Красногородская волость | Партизанская волость       | Партизанская волость       |
| 15  | 15  | Бережани          | 11            | 12            | Красногородская волость | Партизанская волость       | Партизанская волость       |
| 16  | 16  | Блясино           | 326           | 251           | Красногородская волость | Партизанская волость       | Партизанская волость       |
| 17  | 17  | Бодренки          | 14            | 14            | Красногородская волость | Красногородская волость    | Красногородская волость    |
| 18  | 18  | Борисово          | 2             | 2             | Красногородская волость | Ильинская волость          | Партизанская волость       |
| 19  | 19  | Бухарица          | 7             | 7             | Красногородская волость | Ильинская волость          | Партизанская волость       |
| 20  | 20  | Вершино           | 5             | 4             | Красногородская волость | Граинская волость          | Красногородская волость    |
| 21  | 21  | Винокурово        | 0             | 0             | Красногородская волость | Партизанская волость       | Партизанская волость       |
| 22  | 22  | Влесно            | 176           | 159           | Красногородская волость | Ильинская волость          | Партизанская волость       |
| 23  | 23  | Войтехи           | 1             | 2             | Красногородская волость | Ильинская волость          | Партизанская волость       |
| 24  | 24  | Волково           | 4             | 2             | Красногородская волость | Партизанская волость       | Партизанская волость       |
| 25  | 25  | Габоны            | 8             | 10            | Красногородская волость | Партизанская волость       | Партизанская волость       |
| 26  | 26  | Гавры             | 100           | 80            | Красногородская волость | Красногородская волость    | Красногородская волость    |
| 27  | 27  | Глухари           | 2             | 1             | Красногородская волость | Граинская волость          | Красногородская волость    |
| 28  | 28  | Голубово          | 61            | 53            | Красногородская волость | Партизанская волость       | Партизанская волость       |
| 29  | 29  | Горбуново         | 10            | 9             | Красногородская волость | Красногородская волость    | Красногородская волость    |
| 30  | 30  | Горенки           | 7             | 8             | Красногородская волость | Красногородская волость    | Красногородская волость    |
| 31  | 31  | Горки             | 25            | 23            | Красногородская волость | Партизанская волость       | Партизанская волость       |
| 32  | 32  | Гришани           | 3             | 5             | Красногородская волость | Партизанская волость       | Партизанская волость       |
| 33  | 33  | Гришково          | 14            | 9             | Красногородская волость | Красногородская волость    | Красногородская волость    |
| 34  | 34  | Грозново          | 9             | 11            | Красногородская волость | Граинская волость          | Красногородская волость    |
| 35  | 35  | Данилкино         | 1             | 2             | Красногородская волость | Красногородская волость    | Красногородская волость    |
| 36  | 36  | Демидово          | 1             | 0             | Красногородская волость | Партизанская волость       | Партизанская волость       |
| 37  | 37  | Десяцкие          | 2             | 0             | Красногородская волость | Ильинская волость          | Партизанская волость       |
| 38  | 38  | Долги             | 28            | 26            | Красногородская волость | Партизанская волость       | Партизанская волость       |
| 39  | 39  | Дорохи            | 97            | 80            | Красногородская волость | Красногородская волость    | Красногородская волость    |
| 40  | 40  | Друи              | 0             | 0             | Красногородская волость | Ильинская волость          | Партизанская волость       |
| 41  | 41  | Дятлово           | 1             | 2             | Красногородская волость | Партизанская волость       | Партизанская волость       |
| 42  | 42  | Езупы             | 13            | 13            | Красногородская волость | Партизанская волость       | Партизанская волость       |
| 43  | 43  | Ершово            | 13            | 11            | Красногородская волость | Граинская волость          | Красногородская волость    |
| 44  | 44  | Жагорево          | 2             | 0             | Красногородская волость | Красногородская волость    | Красногородская волость    |
| 45  | 45  | Зайцы             | 20            | 15            | Красногородская волость | Граинская волость          | Красногородская волость    |
| 46  | 46  | Залужье           | 26            | 19            | Красногородская волость | Красногородская волость    | Красногородская волость    |
| 47  | 47  | Заречье           | 2             | 3             | Красногородская волость | Красногородская волость    | Красногородская волость    |
| 48  | 48  | Зеркули           | 28            | 30            | Красногородская волость | Красногородская волость    | Красногородская волость    |
| 49  | 49  | Зубы              | 21            | 17            | Красногородская волость | Граинская волость          | Красногородская волость    |
| 50  | 50  | Зуево             | 3             | 2             | Красногородская волость | Партизанская волость       | Партизанская волость       |
| 51  | 51  | Зуево             | 16            | 11            | Красногородская волость | Ильинская волость          | Партизанская волость       |
| 52  | 52  | Иванцево          | 28            | 14            | Красногородская волость | Красногородская волость    | Красногородская волость    |
| 53  | 53  | Ильинское         | 290           | 266           | Красногородская волость | Ильинская волость          | Партизанская волость       |
| 54  | 54  | Исаево            | 20            | 17            | Красногородская волость | Красногородская волость    | Красногородская волость    |
| 55  | 55  | Кашино            | 7             | 8             | Красногородская волость | Граинская волость          | Красногородская волость    |
| 56  | 56  | Килино            | 3             | 0             | Красногородская волость | Ильинская волость          | Партизанская волость       |
| 57  | 57  | Клюки             | 1             | 1             | Красногородская волость | Ильинская волость          | Партизанская волость       |
| 58  | 58  | Кожуры            | 11            | 4             | Красногородская волость | Красногородская волость    | Красногородская волость    |
| 59  | 59  | Колтырево         | 2             | 6             | Красногородская волость | Партизанская волость       | Партизанская волость       |
| 60  | 60  | Котяги            | 8             | 8             | Красногородская волость | Партизанская волость       | Партизанская волость       |
| 61  | 61  | Крестовка         | 7             | 7             | Красногородская волость | Красногородская волость    | Красногородская волость    |
| 62  | 62  | Кривошляпы        | 13            | 7             | Красногородская волость | Ильинская волость          | Партизанская волость       |
| 63  | 63  | Кузнецы           | 5             | 3             | Красногородская волость | Ильинская волость          | Партизанская волость       |
| 64  | 64  | Кумордино         | 10            | 11            | Красногородская волость | Ильинская волость          | Партизанская волость       |
| 65  | 65  | Куницино          | 3             | 3             | Красногородская волость | Партизанская волость       | Партизанская волость       |
| 66  | 66  | Куртины           | 6             | 0             | Красногородская волость | Граинская волость          | Красногородская волость    |
| 67  | 67  | Курцево           | 18            | 20            | Красногородская волость | Партизанская волость       | Партизанская волость       |
| 68  | 68  | Кучелеево         | 17            | 17            | Красногородская волость | Партизанская волость       | Партизанская волость       |
| 69  | 69  | Литвинка          | 239           | 209           | Красногородская волость | Граинская волость          | Красногородская волость    |
| 70  | 70  | Ломы              | 7             | 9             | Красногородская волость | Красногородская волость    | Красногородская волость    |
| 71  | 71  | Лопатчиха         | 10            | 5             | Красногородская волость | Граинская волость          | Красногородская волость    |
| 72  | 72  | Лоси              | 28            | 21            | Красногородская волость | Партизанская волость       | Партизанская волость       |
| 73  | 73  | Лоскутино         | 21            | 16            | Красногородская волость | Красногородская волость    | Красногородская волость    |
| 74  | 74  | Лукино            | 149           | 112           | Красногородская волость | Граинская волость          | Красногородская волость    |
| 75  | 75  | Лутково           | 1             | 2             | Красногородская волость | Ильинская волость          | Партизанская волость       |
| 76  | 76  | Лыкорево          | 4             | 1             | Красногородская волость | Партизанская волость       | Партизанская волость       |
| 77  | 77  | Лямоны            | 19            | 16            | Красногородская волость | Красногородская волость    | Красногородская волость    |
| 78  | 78  | Лямоны            | 2             | 2             | Красногородская волость | Ильинская волость          | Партизанская волость       |
| 79  | 79  | Лятовка           | 4             | 11            | Красногородская волость | Красногородская волость    | Красногородская волость    |
| 80  | 80  | Маковейково       | 0             | 1             | Красногородская волость | Красногородская волость    | Красногородская волость    |
| 81  | 81  | Максины           | 7             | 14            | Красногородская волость | Партизанская волость       | Партизанская волость       |
| 82  | 82  | Мамоны            | 12            | 23            | Красногородская волость | Партизанская волость       | Партизанская волость       |
| 83  | 83  | Матвеенки         | 4             | 4             | Красногородская волость | Партизанская волость       | Партизанская волость       |
| 84  | 84  | Мехово            | 22            | 19            | Красногородская волость | Красногородская волость    | Красногородская волость    |
| 85  | 85  | Мехово            | 27            | 14            | Красногородская волость | Красногородская волость    | Красногородская волость    |
| 86  | 86  | Мицкеево          | 5             | 5             | Красногородская волость | Красногородская волость    | Красногородская волость    |
| 87  | 87  | Могильники        | 11            | 10            | Красногородская волость | Граинская волость          | Красногородская волость    |
| 88  | 88  | Мокрица           | 1             | 0             | Красногородская волость | Красногородская волость    | Красногородская волость    |
| 89  | 89  | Морозово          | 44            | 31            | Красногородская волость | Граинская волость          | Красногородская волость    |
| 90  | 90  | Морозово          | 7             | 5             | Красногородская волость | Красногородская волость    | Красногородская волость    |
| 91  | 91  | Мулдово           | 10            | 11            | Красногородская волость | Красногородская волость    | Красногородская волость    |
| 92  | 92  | Мыза              | 385           | 325           | Красногородская волость | Красногородская волость    | Красногородская волость    |
| 93  | 93  | Мышенково         | 1             | 0             | Красногородская волость | Ильинская волость          | Партизанская волость       |
| 94  | 94  | Никулино          | 14            | 10            | Красногородская волость | Красногородская волость    | Красногородская волость    |
| 95  | 95  | Новолок           | 23            | 23            | Красногородская волость | Ильинская волость          | Партизанская волость       |
| 96  | 96  | Ночево            | 168           | 160           | Красногородская волость | Красногородская волость    | Красногородская волость    |
| 97  | 97  | Оборино           | 11            | 9             | Красногородская волость | Ильинская волость          | Партизанская волость       |
| 98  | 98  | Олисово           | 3             | 0             | Красногородская волость | Партизанская волость       | Партизанская волость       |
| 99  | 99  | Остроглядово      | 4             | 2             | Красногородская волость | Красногородская волость    | Красногородская волость    |
| 100 | 100 | Остропяты         | 5             | 8             | Красногородская волость | Ильинская волость          | Партизанская волость       |
| 101 | 101 | Перлица           | 17            | 11            | Красногородская волость | Красногородская волость    | Красногородская волость    |
| 102 | 102 | Петрухново        | 0             | 0             | Красногородская волость | Ильинская волость          | Партизанская волость       |
| 103 | 103 | Пидели            | 14            | 9             | Красногородская волость | Партизанская волость       | Партизанская волость       |
| 104 | 104 | Платишино         | 154           | 129           | Красногородская волость | Граинская волость          | Красногородская волость    |
| 105 | 105 | Поварово          | 0             | 0             | Красногородская волость | Ильинская волость          | Партизанская волость       |
| 106 | 106 | Подвишенка        | 6             | 6             | Красногородская волость | Красногородская волость    | Красногородская волость    |
| 107 | 107 | Поддубно          | 4             | 5             | Красногородская волость | Красногородская волость    | Красногородская волость    |
| 108 | 108 | Подсадница        | 9             | 10            | Красногородская волость | Красногородская волость    | Красногородская волость    |
| 109 | 109 | Поршино           | 7             | 10            | Красногородская волость | Красногородская волость    | Красногородская волость    |
| 110 | 110 | Посинье           | 26            | 22            | Красногородская волость | Партизанская волость       | Партизанская волость       |
| 111 | 111 | Равгово           | 22            | 19            | Красногородская волость | Граинская волость          | Красногородская волость    |
| 112 | 112 | Развалово         | 3             | 2             | Красногородская волость | Партизанская волость       | Партизанская волость       |
| 113 | 113 | Рогали            | 9             | 4             | Красногородская волость | Граинская волость          | Красногородская волость    |
| 114 | 114 | Рогозки           | 22            | 20            | Красногородская волость | Граинская волость          | Красногородская волость    |
| 115 | 115 | Ромослы           | 10            | 7             | Красногородская волость | Красногородская волость    | Красногородская волость    |
| 116 | 116 | Рыбаки            | 24            | 11            | Красногородская волость | Ильинская волость          | Партизанская волость       |
| 117 | 117 | Рыжково           | 11            | 8             | Красногородская волость | Красногородская волость    | Красногородская волость    |
| 118 | 118 | Рябы              | 58            | 60            | Красногородская волость | Партизанская волость       | Партизанская волость       |
| 119 | 119 | Сакулино          | 21            | 14            | Красногородская волость | Красногородская волость    | Красногородская волость    |
| 120 | 120 | Саурово           | 416           | 444           | Красногородская волость | Красногородская волость    | Красногородская волость    |
| 121 | 121 | Саутки            | 3             | 1             | Красногородская волость | Ильинская волость          | Партизанская волость       |
| 122 | 122 | Сафоново          | 8             | 8             | Красногородская волость | Ильинская волость          | Партизанская волость       |
| 123 | 123 | Свербалово        | 6             | 0             | Красногородская волость | Партизанская волость       | Партизанская волость       |
| 124 | 124 | Серебренниково    | 20            | 14            | Красногородская волость | Граинская волость          | Красногородская волость    |
| 125 | 125 | Сидорово          | 27            | 17            | Красногородская волость | Граинская волость          | Красногородская волость    |
| 126 | 126 | Сидоры            | 0             | 0             | Красногородская волость | Партизанская волость       | Партизанская волость       |
| 127 | 127 | Синицы            | 2             | 2             | Красногородская волость | Ильинская волость          | Партизанская волость       |
| 128 | 128 | Синяя Никола      | 117           | 66            | Красногородская волость | Партизанская волость       | Партизанская волость       |
| 129 | 129 | Скоково           | 1             | 0             | Красногородская волость | Партизанская волость       | Партизанская волость       |
| 130 | 130 | Смехино           | 5             | 2             | Красногородская волость | Ильинская волость          | Партизанская волость       |
| 131 | 131 | Собольцово        | 11            | 6             | Красногородская волость | Граинская волость          | Красногородская волость    |
| 132 | 132 | Сорокино          | 19            | 4             | Красногородская волость | Красногородская волость    | Красногородская волость    |
| 133 | 133 | Соснивица         | 8             | 5             | Красногородская волость | Граинская волость          | Красногородская волость    |
| 134 | 134 | Станкеево         | 124           | 113           | Красногородская волость | Красногородская волость    | Красногородская волость    |
| 135 | 135 | Столбово          | 6             | 8             | Красногородская волость | Красногородская волость    | Красногородская волость    |
| 136 | 136 | Сукино            | 2             | 2             | Красногородская волость | Граинская волость          | Красногородская волость    |
| 137 | 137 | Сусаны            | 13            | 12            | Красногородская волость | Партизанская волость       | Партизанская волость       |
| 138 | 138 | Тимохи            | 6             | 6             | Красногородская волость | Граинская волость          | Красногородская волость    |
| 139 | 139 | Тишково           | 2             | 1             | Красногородская волость | Граинская волость          | Красногородская волость    |
| 140 | 140 | Трешуты           | 15            | 7             | Красногородская волость | Красногородская волость    | Красногородская волость    |
| 141 | 141 | Трешуты           | 12            | 10            | Красногородская волость | Партизанская волость       | Партизанская волость       |
| 142 | 142 | Троитчина         | 1             | 3             | Красногородская волость | Партизанская волость       | Партизанская волость       |
| 143 | 143 | Троши             | 9             | 8             | Красногородская волость | Граинская волость          | Красногородская волость    |
| 144 | 144 | Узелы             | 3             | 2             | Красногородская волость | Партизанская волость       | Партизанская волость       |
| 145 | 145 | Усово             | 30            | 25            | Красногородская волость | Красногородская волость    | Красногородская волость    |
| 146 | 146 | Федотково         | 7             | 9             | Красногородская волость | Партизанская волость       | Партизанская волость       |
| 147 | 147 | Филелеево         | 1             | 2             | Красногородская волость | Красногородская волость    | Красногородская волость    |
| 148 | 148 | Хабарово          | 3             | 0             | Красногородская волость | Партизанская волость       | Партизанская волость       |
| 149 | 149 | Храмеево          | 1             | 7             | Красногородская волость | Красногородская волость    | Красногородская волость    |
| 150 | 150 | Цыбино            | 10            | 6             | Красногородская волость | Граинская волость          | Красногородская волость    |
| 151 | 151 | Шахово            | 5             | 7             | Красногородская волость | Красногородская волость    | Красногородская волость    |
| 152 | 152 | Шеломово          | 0             | 0             | Красногородская волость | Красногородская волость    | Красногородская волость    |
| 153 | 153 | Шилово            | 4             | 4             | Красногородская волость | Партизанская волость       | Партизанская волость       |
| 154 | 154 | Шумилы            | 27            | 29            | Красногородская волость | Граинская волость          | Красногородская волость    |
| 155 | 155 | Шутово            | 22            | 14            | Красногородская волость | Красногородская волость    | Красногородская волость    |
| 156 | 156 | Юренково          | 5             | 4             | Красногородская волость | Граинская волость          | Красногородская волость    |
| 157 | 157 | Якушово           | 62            | 48            | Красногородская волость | Красногородская волость    | Красногородская волость    |
| 158 | 158 | Ярусово           | 16            | 16            | Красногородская волость | Красногородская волость    | Красногородская волость    |
| 159 | 159 | Яхново            | 4             | 1             | Красногородская волость | Граинская волость          | Красногородская волость    |
| 160 | 160 | Яшково            | 18            | 13            | Красногородская волость | Граинская волость          | Красногородская волость    |
| 161 | 1   | Агарышево         | 58            | 36            | Пограничная волость     | Покровская волость         | Пограничная волость        |
| 162 | 2   | Александрово      | 44            | 29            | Пограничная волость     | Пограничная волость        | Пограничная волость        |
| 163 | 3   | Бараны            | 17            | 14            | Пограничная волость     | Пограничная волость        | Пограничная волость        |
| 164 | 4   | Барашково         | 23            | 18            | Пограничная волость     | Покровская волость         | Пограничная волость        |
| 165 | 5   | Березавец         | 0             | 0             | Пограничная волость     | Покровская волость         | Пограничная волость        |
| 166 | 6   | Березница         | 22            | 15            | Пограничная волость     | Покровская волость         | Пограничная волость        |
| 167 | 7   | Бличино           | 15            | 9             | Пограничная волость     | Пограничная волость        | Пограничная волость        |
| 168 | 8   | Богородицкое      | 2             | 1             | Пограничная волость     | Покровская волость         | Пограничная волость        |
| 169 | 9   | Братниково        | 0             | 0             | Пограничная волость     | Пограничная волость        | Пограничная волость        |
| 170 | 10  | Бриданово         | 12            | 9             | Пограничная волость     | Покровская волость         | Пограничная волость        |
| 171 | 11  | Веселово          | 10            | 5             | Пограничная волость     | Покровская волость         | Пограничная волость        |
| 172 | 12  | Вярьмово          | 26            | 19            | Пограничная волость     | Покровская волость         | Пограничная волость        |
| 173 | 13  | Габоны            | 21            | 7             | Пограничная волость     | Пограничная волость        | Пограничная волость        |
| 174 | 14  | Ганьково          | 34            | 25            | Пограничная волость     | Пограничная волость        | Пограничная волость        |
| 175 | 15  | Дымово            | 0             | 0             | Пограничная волость     | Покровская волость         | Пограничная волость        |
| 176 | 16  | Жеребино          | 40            | 35            | Пограничная волость     | Пограничная волость        | Пограничная волость        |
| 177 | 17  | Золотово          | 172           | 146           | Пограничная волость     | Покровская волость         | Пограничная волость        |
| 178 | 18  | Ионики            | 11            | 11            | Пограничная волость     | Пограничная волость        | Пограничная волость        |
| 179 | 19  | Кашево            | 25            | 29            | Пограничная волость     | Покровская волость         | Пограничная волость        |
| 180 | 20  | Ключки            | 6             | 3             | Пограничная волость     | Пограничная волость        | Пограничная волость        |
| 181 | 21  | Креневка          | 4             | 6             | Пограничная волость     | Покровская волость         | Пограничная волость        |
| 182 | 22  | Кресты            | 260           | 196           | Пограничная волость     | Пограничная волость        | Пограничная волость        |
| 183 | 23  | Кривино (Кривины) | 4             | 1             | Пограничная волость     | Пограничная волость        | Пограничная волость        |
| 184 | 24  | Кривины           | 18            | 18            | Пограничная волость     | Покровская волость         | Пограничная волость        |
| 185 | 25  | Кунгово           | 15            | 9             | Пограничная волость     | Пограничная волость        | Пограничная волость        |
| 186 | 26  | Луги              | 8             | 11            | Пограничная волость     | Покровская волость         | Пограничная волость        |
| 187 | 27  | Люмжево           | 8             | 5             | Пограничная волость     | Пограничная волость        | Пограничная волость        |
| 188 | 28  | Лямоны            | 34            | 21            | Пограничная волость     | Пограничная волость        | Пограничная волость        |
| 189 | 29  | Малиновка         | 3             | 2             | Пограничная волость     | Пограничная волость        | Пограничная волость        |
| 190 | 30  | Межупры           | 8             | 7             | Пограничная волость     | Покровская волость         | Пограничная волость        |
| 191 | 31  | Мекшино           | 1             | 0             | Пограничная волость     | Пограничная волость        | Пограничная волость        |
| 192 | 32  | Мильцево          | 4             | 2             | Пограничная волость     | Пограничная волость        | Пограничная волость        |
| 193 | 33  | Минино            | 17            | 19            | Пограничная волость     | Пограничная волость        | Пограничная волость        |
| 194 | 34  | Мителевка         | 2             | 0             | Пограничная волость     | Покровская волость         | Пограничная волость        |
| 195 | 35  | Мозули            | 89            | 54            | Пограничная волость     | Покровская волость         | Пограничная волость        |
| 196 | 36  | Мутолевка         | 1             | 0             | Пограничная волость     | Покровская волость         | Пограничная волость        |
| 197 | 37  | Мыза              | 13            | 13            | Пограничная волость     | Покровская волость         | Пограничная волость        |
| 198 | 38  | Мышково           | 8             | 6             | Пограничная волость     | Покровская волость         | Пограничная волость        |
| 199 | 39  | Нивки             | 5             | 7             | Пограничная волость     | Пограничная волость        | Пограничная волость        |
| 200 | 40  | Овсянки           | 17            | 14            | Пограничная волость     | Покровская волость         | Пограничная волость        |
| 201 | 41  | Пиково            | 34            | 14            | Пограничная волость     | Пограничная волость        | Пограничная волость        |
| 202 | 42  | Плешивка          | 0             | 0             | Пограничная волость     | Покровская волость         | Пограничная волость        |
| 203 | 43  | Поинье            | 16            | 11            | Пограничная волость     | Покровская волость         | Пограничная волость        |
| 204 | 44  | Покровское        | 308           | 268           | Пограничная волость     | Покровская волость         | Пограничная волость        |
| 205 | 45  | Поляково          | 3             | 2             | Пограничная волость     | Пограничная волость        | Пограничная волость        |
| 206 | 46  | Пушмачи           | 0             | 0             | Пограничная волость     | Пограничная волость        | Пограничная волость        |
| 207 | 47  | Пушмачи           | 13            | 16            | Пограничная волость     | Покровская волость         | Пограничная волость        |
| 208 | 48  | Растворы          | 3             | 6             | Пограничная волость     | Пограничная волость        | Пограничная волость        |
| 209 | 49  | Рогаткино         | 27            | 19            | Пограничная волость     | Пограничная волость        | Пограничная волость        |
| 210 | 50  | Рудиновка         | 24            | 18            | Пограничная волость     | Пограничная волость        | Пограничная волость        |
| 211 | 51  | Рушково           | 1             | 1             | Пограничная волость     | Покровская волость         | Пограничная волость        |
| 212 | 52  | Рынжево           | 7             | 5             | Пограничная волость     | Покровская волость         | Пограничная волость        |
| 213 | 53  | Татарино          | 11            | 11            | Пограничная волость     | Пограничная волость        | Пограничная волость        |
| 214 | 54  | Треньки           | 173           | 157           | Пограничная волость     | Пограничная волость        | Пограничная волость        |
| 215 | 55  | Трибесово         | 24            | 20            | Пограничная волость     | Покровская волость         | Пограничная волость        |
| 216 | 56  | Тупичино          | 12            | 15            | Пограничная волость     | Покровская волость         | Пограничная волость        |
| 217 | 57  | Челаново          | 8             | 9             | Пограничная волость     | Пограничная волость        | Пограничная волость        |
| 218 | 58  | Чурово            | 9             | 10            | Пограничная волость     | Пограничная волость        | Пограничная волость        |
| 219 | 59  | Шаршановка        | 3             | 1             | Пограничная волость     | Пограничная волость        | Пограничная волость        |
| 220 | 60  | Ширяево           | 9             | 7             | Пограничная волость     | Покровская волость         | Пограничная волость        |